# Atractus nigricaudus
Espèce
Atractus nigricaudus est une espèce de serpents de la famille des Dipsadidae.

## Répartition
Cette espèce est endémique de la région de Junín au Pérou.

## Description
L'holotype de Atractus nigricaudus, une femelle adulte, mesure 367 mm dont 32 mm pour la queue.

## Étymologie
Son nom d'espèce, du latin nigri, « noir », et caudus, « queue », lui a été donné en référence à sa livrée.

## Publication originale
- Schmidt & Walker, 1943 : Three new snakes from the Peruvian Andes. Field Museum of Natural History, Chicago - Zoological Series, vol. 24, no 28, p. 325-329 (texte intégral).